# 五境乡
五境乡，是中华人民共和国云南省迪庆藏族自治州香格里拉市下辖的一个乡镇级行政单位。

## 行政区划
五境乡下辖以下地区：
霞珠村、仓觉村和泽通村。